# ハインリヒ・アルベルト
ハインリヒ・アルベルト(Heinrich Albert, 1870年7月16日 - 1950年3月12日)は、ドイツのクラシックギタリスト、作曲家。

## 経歴
ヴュルツブルクに生まれる。地元の音楽院でホルンを専攻し、1888年に地元の劇場のオーケストラの団員となった。その後はレーゲンスブルク、ザンクト・ガレン、ヨーテボリ、バート・ピルモント、インターラーケンの各都市のオーケストラを転々としている。
1889年からエンリコ・アルベルト(Enrico Albert)ないしヘンリー・アルベルト(Henry Albert)の筆名を使って作曲家として作品を発表するようになった。 1895年から1900年までカイム管弦楽団の団員として在籍したが、1892年からギターの演奏に没頭し、古の演奏法を研究して、それを今日に生かせるように改良を重ねた。1890年代にはマンドリン・クラブを設立し、1898年にはギターの音色の研究にも着手した。その研究の成果として、ダブルベースのギターを開発してギターによる四重奏を考案している。
1900年以降はミュンヘンでマンドリンとギターを教えたが、門下にルイーゼ・ワルカーやカール・ヴァレンティンがいる。1909年にはマリーア・ソフィア・ディ・バヴィエラお抱えの室内合奏団に参加し、翌年には弦楽四重奏団をモデルにしたらギターの四重奏団を創設した。
1912年にはギターの学校を作り、第一次世界大戦が勃発するまでの間にギター奏者としてドイツ各地の都市を演奏して回った。1919年にはユリウス・ハインリヒ・ツィンマーマンと出版社を作り、レオンハルト・フォン・カル、フェルディナンド・カルッリ、アントン・ディアベッリ、マルオ・ジュリアーニ、ヴェンゼル・マティエッカ、フランチェスコ・モリーノといった作曲家たちのギター音楽やギター編曲作品を出版した。
1920年代に入るとスペインのギター奏法の流入により、アルベルトの演奏法は時代遅れと見なされるようになった。1924年からロベルト・リーナウ出版社の編集者に名を連ねている。1943年には演奏活動から身を引き、ガウティングにて死去。